# Capilla de San Onofre (Sevilla)

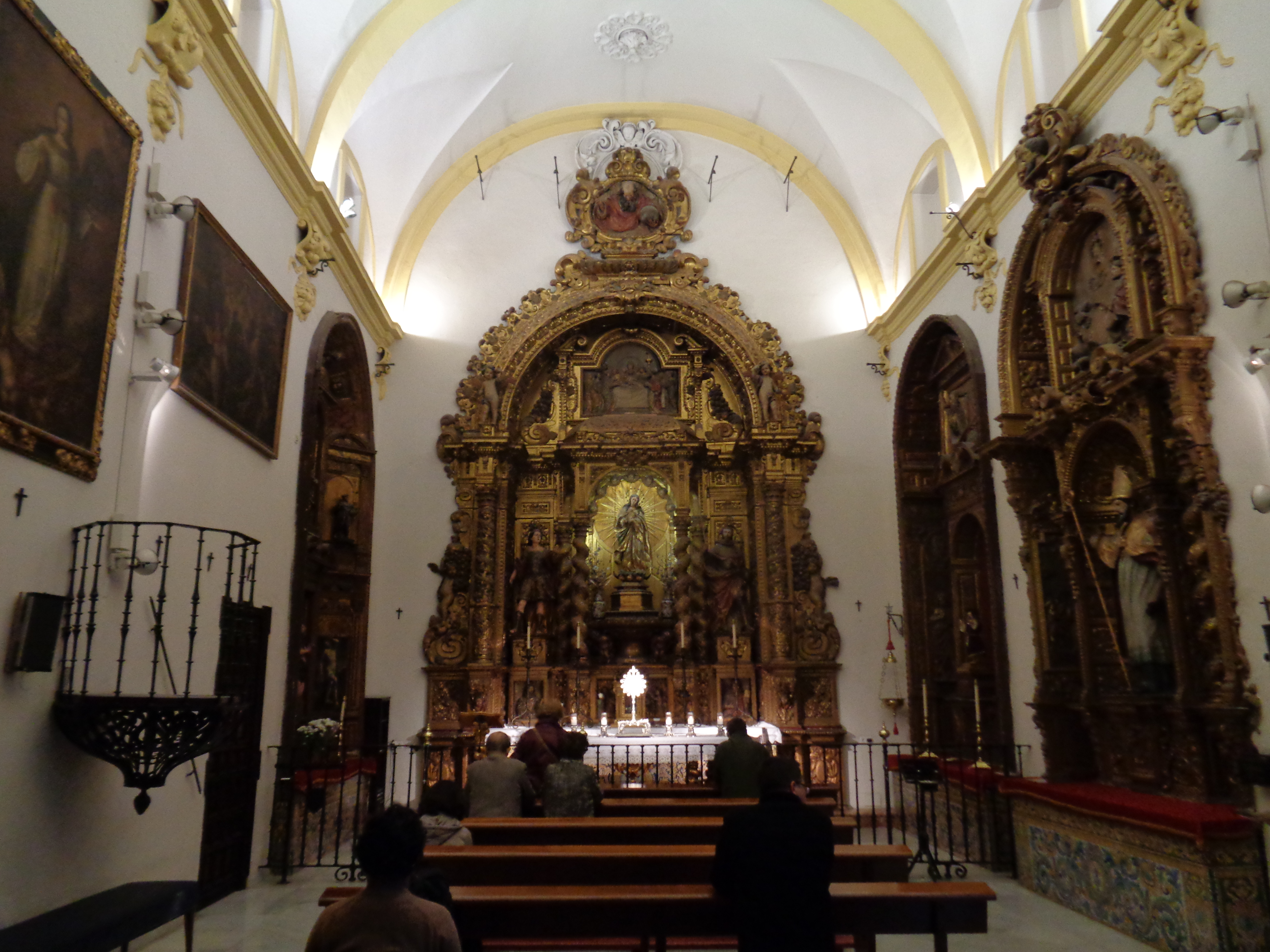
Capilla de San Onofre

La capilla de San Onofre se encuentra en la plaza Nueva, en el barrio del Arenal, Sevilla, Andalucía, España. Formaba parte de la Casa Grande de San Francisco. Desde 1520 fue la sede de la Hermandad de las Ánimas de San Onofre.

## Historia
Era una de las capillas a las que se accedía desde el atrio del convento franciscano Casa Grande de San Francisco. Es uno de los únicos restos del antiguo convento, junto con el arquillo del Ayuntamiento. La capilla data del siglo XVI y es de estilo barroco.
En 1520 se instaló en ella una hermandad católica de ánimas que estaba ligada a la veneración a los santos san Onofre, san Francisco y san Roque. Las hermandades de ánimas estaban destinadas a orar por las almas del Purgatorio y a la realización de otras obras de caridad, como la asistencia a enfermos y moribundos. Junto a la capilla había un hospital asistencial de esta hermandad, construido en 1523 sobre un antiguo cementerio que había en el atrio.
El convento fue exclaustrado y desamortizado en 1835. Fue derribado a comienzos de la década de 1840.
Desde el 20 de noviembre de 2005 se realiza en la capilla la Adoración Eucarística Perpetua, en la que unos 600 voluntarios dedican una hora semanal para acompañar al Santísimo permanentemente, las veinticuatro horas del día.

## Características
El retablo mayor de la capilla fue realizado en 1682 por Bernardo Simón de Pineda y fue dorado por Miguel Parrilla en 1683. En el banco hay un relieve de las almas del Purgatorio con San Lorenzo y San Francisco a los lados. En el primer cuerpo hay una escultura de la Virgen de la Candelaria y, a los lados, San Fernando y San Hermenegildo. En el ático hay un relieve de la Presentación de Jesús en el Templo y, en el sobreático, un relieve de Dios Padre.
En el muro del evangelio se encuentra el retablo de San Onofre, realizado por Juan Martínez Montañés en 1606. En el centro del primer cuerpo hay una escultura de San Onofre realizada por Pedro Díaz de la Cueva en 1599. En el centro del segundo cuerpo hay una escultura de Santa Ana del siglo XVII, flanqueada por dos esculturas de San José y San Antonio de autor anónimo. En la calle central del retablo hay pinturas de santos realizadas por Francisco Pacheco en 1605: Santa Ana, Santa María Magdalena, San Juan Bautista, San Miguel Arcángel, Santo Domingo, San Francisco, San Jerónimo y San Pedro Mártir.
En el muro del evangelio hay también un relieve de la Trinidad, realizado en torno a 1580 similar a las obras de Jerónimo Hernández.
En el lado de la epístola se encuentra el retablo de San Laureano, realizado por Laureano de Segura, entre 1683 y 1685. En el centro está la escultura de San Laureano, probablemente obra de Pedro Roldán. En el ático hay un relieve de San Juan en Patmos en una visión de la Inmaculada y, en el sobreático, la Cabeza de Juan el Bautista.